# Arnošt ze Šlejnic
Arnošt ze Šlejnic, také Ernestus a Schleinicz, pán na Tolštejně a v Šluknově, (kolem 1470 – 6. února 1548 Šluknov) byl česko-saský šlechtic z rodu pánů ze Šlejnic. Působil jako římskokatolický duchovní, byl administrátorem pražského arcibiskupství v období jeho sedisvakance.

## Život

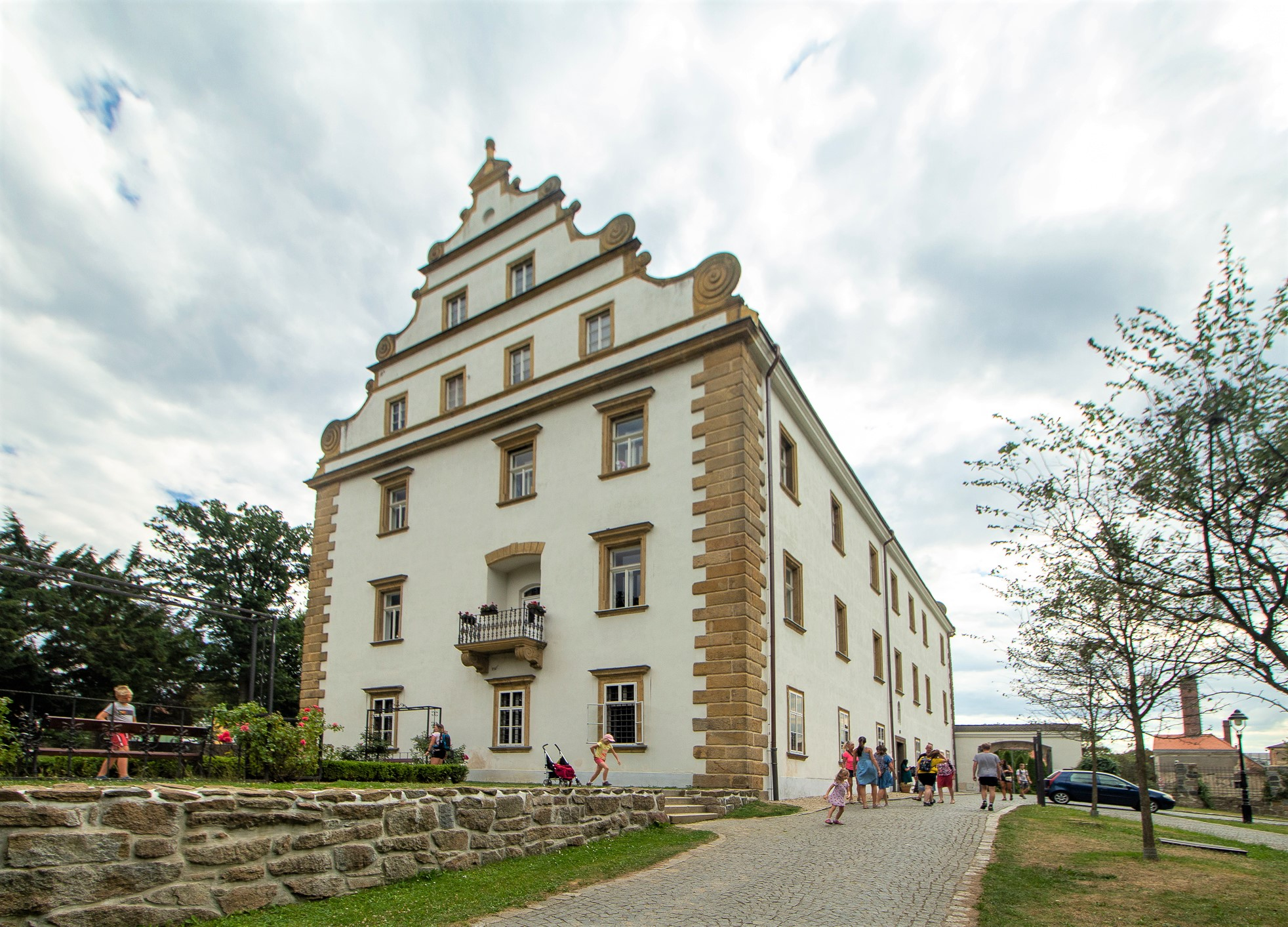
Šluknovský zámek ve stylu saské renesance

Patřil k původem saskému šlechtickému rodu pánů ze Šlejnic, koncem 15. století naturalizovanému v Krušnohoří. Narodil se jako jeden z pěti synů Hugolta ze Šlejnic. Vystudoval teologii a práva.
Jako doktor dekretů a pražský kanovník byl roku 1508 zvolen proboštem Metropolitní kapituly pražské a roku 1511 jej papež Julius II. potvrdil v úřadu. Kromě toho byl jmenován do úřadu probošta míšeňského v době, kdy jeho příbuzný Johann von Schleinitz (1470–1537) zastával úřad míšeňského biskupa. S podporou saského vévody Jiřího I., zvaného Vousatý († 1539) vystoupil v učené disputaci proti Martinu Lutherovi. Svým moudrým a uvážlivým vystupováním v období náboženských sporů si získal přízeň krále Ferdinanda I.
V letech 1525 až 1545 vykonával funkci administrátora pražského arcibiskupství. Zemřel roku 1548 a byl pohřben na svém panství ve Šluknově.